# Formation de Favret
La formation de Favret est une formation géologique datant du Trias. La formation de Favret affleure dans les chaînes montagneuses d'Augusta, New Pass (en) et Fish Creek (en) du centre-nord de Nevada et se compose de 183 et 243 m de calcaire, de schiste et de siltite.